# Jin Taizu
Jin Taizu (chinois : 金太祖 ; pinyin : jīn tàizǔ), ou Wanyan Aguda (完顏阿骨打) est un empereur de la dynastie Jin né le 1er août 1068 et mort le 19 septembre 1123. Il règne de 1115 à sa mort.

## Biographie
Aguda, sinisé en Wanyan Min, est le deuxième fils de Helibo (en), seigneur Wanyan, l'un des clans les plus puissants du peuple jurchen. Il parvient à unifier les Jurchens sous son autorité et secoue le joug de la dynastie Liao, adoptant le titre d'empereur en 1115. Il s'allie avec la dynastie Song contre les Liao et conquiert progressivement leurs cinq capitales.
À sa mort, son frère Wanyan Sheng lui succède.